# Government of Wales Act 1998
Government of Wales Act 1998 (c. 38) är en brittisk parlamentsakt, som erhöll kunglig sanktion den 31 juli 1998.
Den långa titeln är An Act to establish and make provision about the  National Assembly for Wales  and the offices of Auditor General for Wales and Welsh Administration Ombudsman; to reform certain Welsh public bodies and abolish certain other Welsh public bodies; and for connected purposes. Den genomdrevs 1998 av Labourregeringen för att skapa en nationalförsamling i Wales.
Genom lagen överfördes den mesta makten från ministern för Wales, och i stället skapades Wales nationalförsamling,